# بابی آنسر
رابرت ویلیام «بابی» آنسر (انگلیسی: Robert William "Bobby" Unser؛ (زادهٔ ۲۰ فوریهٔ ۱۹۳۴ – درگذشتهٔ ۲ مهٔ ۲۰۲۱) در کلرادو اسپرینگز، کلرادو رانندهٔ سابق مسابقات اتومبیل‌رانی اهل ایالات متحده آمریکا بود. او در ۲ گراند پری از مسابقات جهانی فرمول یک شرکت کرد، اما موفق به کسب هیچ امتیازی نشد.

## نتایج کامل در فرمول یک
(کلید)
| سال  | شرکت‌کننده          | شاسی         | موتور       | ۱             | ۲       | ۳      | ۴     | ۵    | ۶      | ۷        | ۸     | ۹            | ۱۰     | ۱۱              | ۱۲    | ق.ر. | امتیاز |
| ---- | ------------------ | ------------ | ----------- | ------------- | ------- | ------ | ----- | ---- | ------ | -------- | ----- | ------------ | ------ | --------------- | ----- | ---- | ------ |
| ۱۹۶۸ | سازمان اوون ریسینگ | بی‌آرام پی۱۲۶ | بی‌آرام وی۱۲ | آفریقای جنوبی | اسپانیا | موناکو | بلژیک | هلند | فرانسه | بریتانیا | آلمان | ایتالیا ع.ش. | کانادا |                 |       | ر.ن. | ۰      |
| ۱۹۶۸ | سازمان اوون ریسینگ | بی‌آرام پی۱۳۸ | بی‌آرام وی۱۲ |               |         |        |       |      |        |          |       |              |        | ایالات متحده ب. | مکزیک | ر.ن. | ۰      |